# La mia festa/Fiori sul soffitto
La mia festa/Fiori sul soffitto è un singolo della cantante italiana Dori Ghezzi pubblicato nel 1969 dalla casa discografica Durium.

## Descrizione
La cantante presenta La mia festa al Telecanzoniere e ad una serata televisiva che si chiamava Appuntamento Cagliari nel 1970.

## Tracce
1. La mia festa (Di Alberto Testa, Tony De Vita e Memo Remigi)
2. Fiori sul soffitto (Di Armando Brenna, Bruno De Filippi e Nino Romano)